# Нохыръюхъёхан
Нохыръюхъёхан (устар. Хомсынг-Юган) — река в России, протекает по Ямало-Ненецкому АО. Устье реки находится в 344 км по левому берегу реки Левая Хетта. Длина реки составляет 44 км. В 7 км от устья по правому берегу впадает река Айёхан.

## Данные водного реестра
По данным государственного водного реестра России относится к Нижнеобскому бассейновому округу, водохозяйственный участок реки — Надым, речной подбассейн реки — подбассейн отсутствует. Речной бассейн реки — Надым.
Код объекта в государственном водном реестре — 15030000112115300049082.